# سیارک ۴۱۸۴
سیارک ۴۱۸۴ (به انگلیسی: 4184 Berdyayev، نامگذاری:1969TJ1) چهار هزار و صد و هشتاد و چهارمین سیارک کشف شده‌است که در ۸ اکتبر ۱۹۶۹ کشف شد.
قدر مطلق سیارک برابر ۱۲٫۸۰ است.